# Prača (gmina Dimitrovgrad)
Prača (cyr. Прача) – wieś w Serbii, w okręgu pirockim, w gminie Dimitrovgrad. W 2002 roku liczyła 2 mieszkańców.